# Teognost (Dmitrijew)
Teognost, imię świeckie Michaił Michajłowicz Dmitrijew (ur. 9 listopada 1965 w Karagandzie) – rosyjski biskup prawosławny.

## Życiorys
Pochodzi z Karagandy, tam też ukończył szkołę podstawową i szkołę techniczną. W latach 1984–1986 odbywał zasadniczą służbę wojskową, po jej zakończeniu wstąpił do seminarium duchownego w Moskwie. 3 lipca 1988 złożył wieczyste śluby mnisze w ławrze Troicko-Siergijewskiej, przed jej przełożonym, archimandrytą Aleksym. 18 lipca 1988 metropolita Serapion (Fadiejew) wyświęcił go na hierodiakona. W 1990, po ukończeniu seminarium, podjął wyższe studia teologiczne w Moskiewskiej Akademii Duchownej, które ukończył w 1994. Święcenia kapłańskie przyjął w 1995 z rąk patriarchy moskiewskiego i całej Rusi Aleksego II. Został skierowany do Gelendżyka, gdzie miał organizować placówkę filialną ławry Troicko-Siergijewskiej. Od 1997 był jej przełożonym. W 2005 otrzymał godność ihumena.
Nominację biskupią otrzymał na posiedzeniu Świętego Synodu Rosyjskiego Kościoła Prawosławnego w dniu 12 marca 2013. W związku z tą decyzją 14 marca 2013 otrzymał godność archimandryty. 14 kwietnia tego samego roku miała miejsce jego chirotonia biskupia, po której został pierwszym ordynariuszem eparchii noworosyjskiej. Ceremonia miała miejsce w cerkwi Kazańskiej Ikony Matki Bożej w monasterze Narodzenia Matki Bożej w Moskwie.
W 2024 r. został przeniesiony na katedrę sierowską.